# Ernest Albert Henri de Mylius
Pour les articles homonymes, voir Mylius.
Ernest Albert Henry de Mylius, né le 8 mai 1749 à Stuttgart (Duché de Wurtemberg), mort le février 1805 en (Belgique), est un général allemand de la Révolution française.

## États de service
Il entre en service le 5 avril 1769, comme sous-lieutenant au régiment Anhalt-Infanterie et de 1769 à 1770, il sert en Corse. Il passe lieutenant le 15 février 1771 et il donne sa démission le 13 juin suivant. Le 20 mars 1771, il passe capitaine d’artillerie au service du duc de Wurtemberg et le 28 janvier 1790, il est nommé lieutenant-colonel dans les États belges insurgés, puis colonel le 5 avril suivant.
Le 2 novembre 1790, il passe général-major et directeur général d'artillerie au service de la Belgique et en novembre il cesse ses fonctions. Le 20 novembre 1792, il est réadmis au service comme maréchal de camp et le 16 février 1793, il est chargé de lever un corps d'artillerie qui passe au service de la France. Il est promu général de brigade le 7 mars 1793 et il est licencié le 1er août suivant.
Il reprend du service le 10 février 1800, comme chef de brigade à la légion des francs du Nord et le 21 avril il rejoint l’armée de Batavie, où il est nommé le 23 septembre, adjudant commandant chef d’état-major de la légion des francs du Nord.
Accusé d’extravagance, de gaspillage des fonds qui lui sont alloués et de désaccord avec le général Eickemeyer, commandant de la légion, il est admis au traitement de réforme le 31 juillet 1801.
Il meurt en février 1805, en Belgique.

## Sources
- (en) « Generals Who Served in the French Army during the Period 1789 - 1814: Eberle to Exelmans »
- Thierry Pouliquen, « Les généraux français et étrangers ayant servis [sic] dans la Grande Armée » (consulté le 6 août 2014)
- (pl) « Napoléon.org.pl »
- Arthur Chuquet, Ordres et apostilles de Napoléon (1799-1815), paris, librairie ancienne Honoré Champion, 1911, p. 75